# 53丁目トンネル
座標: 北緯40度45分22秒 西経73度57分31秒 / 北緯40.7561度 西経73.9586度
53丁目トンネル（53rd Street Tunnel）はニューヨーク市地下鉄の路線であるINDクイーンズ・ブールバード線（現行E・M系統の列車）がイースト川およびルーズベルト島の地下を横断するトンネルである。このトンネルを通じてマンハッタンとクイーンズを結んでいる。
このトンネルはマンハッタン側の53丁目の地下からイースト川の地下を走り、クイーンズ側の50丁目の地下へと繋がっている。途中、ルーズベルト島の地下も通過するが、島内には駅はない。このトンネルはクイーンズ・ブールバード線の一区間であり、IND8番街線とIND6番街線からロングアイランド・シティに接続している。ロングアイランド・シティにあるクイーンズ・プラザ駅の西で60丁目トンネル連絡線およびINDクロスタウン線と合流する。
2001年12月17日に63丁目-クイーンズ・ブールバード・コネクション (63rd Street-Queens Boulevard Connection) が完成する以前は、EおよびF系統の列車は53丁目トンネルを運行していた。